# NGC 5941
NGC 5941 је лентикуларна галаксија у сазвежђу Змија која се налази на NGC листи објеката дубоког неба.
Деклинација објекта је + 7° 20' 20" а ректасцензија 15h 31m 40,3s. Привидна величина (магнитуда) објекта NGC 5941 износи 13,9 а фотографска магнитуда 14,9. NGC 5941 је још познат и под ознакама MCG 1-40-3, CGCG 50-11, HCG 76B, PGC 55314.